# ルビーロマン
ルビーロマンは、ブドウの栽培品種の一つ。果皮が赤く、果粒は短楕円形で大粒の早生種である。生産地は石川県。

## 概要
石川県が開発し2007年（平成19年）に品種登録されたブドウで、直径3cm以上の大粒と鮮やかな赤色の皮が特徴となっている。石川県が戦略作物として地域ブランド化に取り組んでいるが出荷量が少ないことが課題とされている。

## 新品種の開発と実用化

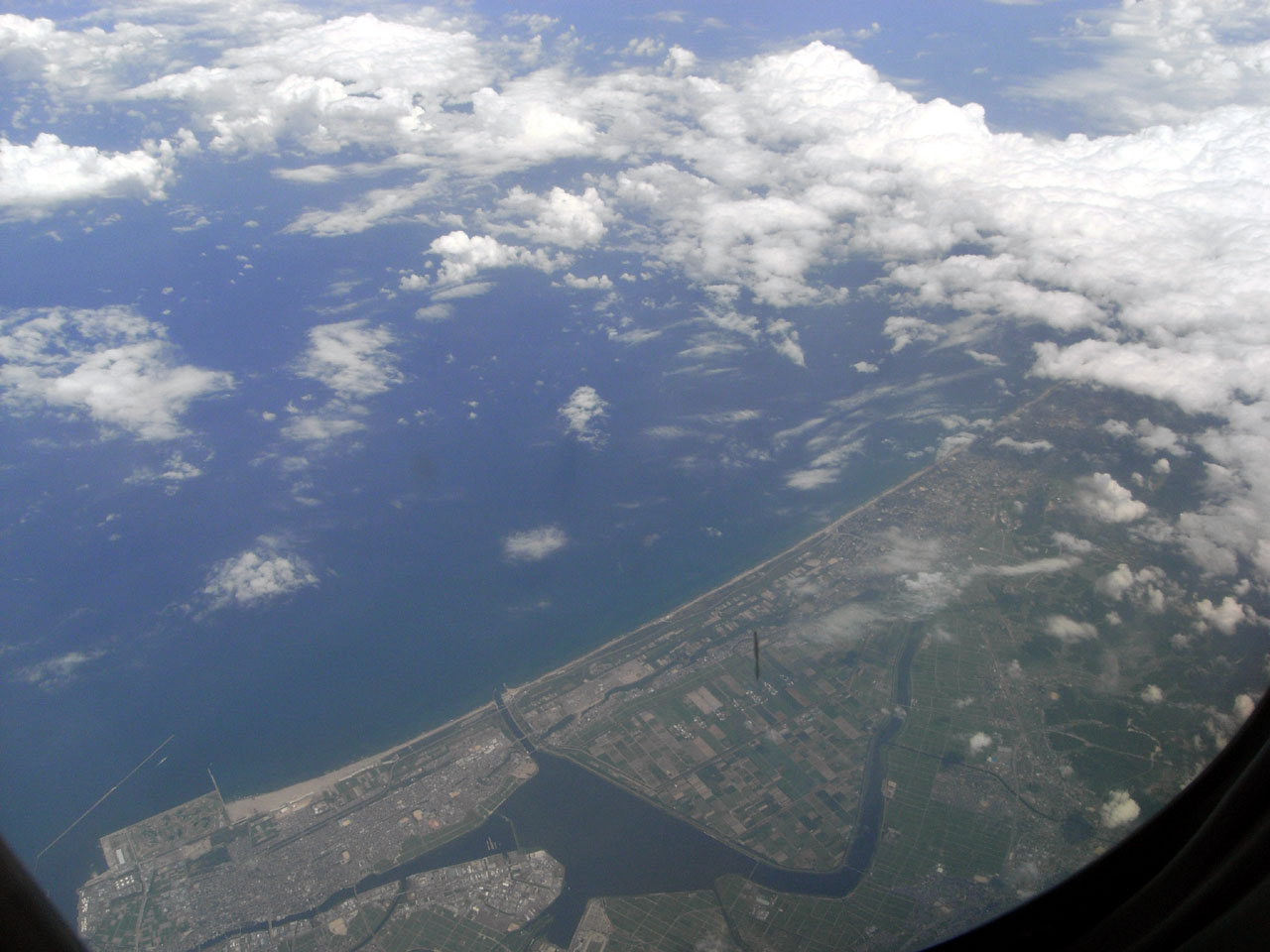
ルビーロマンを開発した砂丘地農業試験場がある内灘砂丘

石川県は能登地方南部から加賀地方にかけて日本海に沿って長い砂浜海岸が発達している。このため砂丘特産の農産物であるスイカ、ダイコン、カキ、ブドウなどの生産が盛んである。ブドウ栽培ではデラウェアなどの小粒品種が2004年（平成16年）で73%を占めており、巨峰などの大粒品種は少ない。これは石川県の夏季の温暖な気候により大粒品種では果粒の破裂や色付き不良などを起こしやすいためであるとされる。しかし、消費者は食べやすく、より高級感のある大粒なブドウを好む傾向が強まっているとして、ブドウ栽培農家から要望を受けた石川県が品質と栽培性ともに優れた赤色大粒品種の開発に取り組むこととなった。
開発に当たった石川県農業総合研究センターの砂丘地農業試験場（かほく市）では、1995年（平成7年）に黒色大粒品種の「藤みのり」の自然交雑種子約400粒を播種し、このうち40個の苗を圃場に定植。1997年（平成9年）から生育状態や果実の品質をもとに選抜を開始し、2002年（平成14年）に果皮が赤色で食味が有望な1個体（ブドウ石川1号）が選ばれた。ブドウ石川1号は、その後の試験で、短楕円形の果粒の重さは平均21.6gと「藤みのり」や「安芸クイーン」の約1.5倍になること、果皮は鮮やかな赤色で、はがれやすく、果肉は白色で軟らかであること、果汁の糖度は20%前後で「藤みのり」より高く、酸味は少ないこと、収穫は雨よけ施設栽培で8月下旬から9月中旬、密閉施設栽培で8月の旧盆前後に可能であることなどが分かった。これらの結果を踏まえ、2005年（平成17年）3月に種苗法に基づく品種登録の申請がされ、2007年（平成19年）3月に新たな品種として登録された。2005年（平成17年）からは石川県内5地域で現地実証試験が始められ、砂丘地農業試験場では人工授粉、摘粒・摘房、土壌改良、水分管理など安定栽培技術を確立するための研究が行われた。
2020年には、開空率を測定して商品化率を高めるスマートフォンアプリが開発された。2019年からエイブルコンピュータ（金沢市）が開発し、生産者の半数が使用している。

## 地域ブランド化の取組
ブドウ石川1号は品種登録に先立ち2004年（平成16年）に公募でルビーロマンと命名された。石川県はルビーロマンの地域ブランド化を目指して2005年（平成17年）に戦略作物に選定し、栽培農家との間で有償無償を問わず第三者に苗を譲渡しないとの誓約書を交わすなど苗木の流出を防ぐとともに、2007年（平成19年）には首都圏での販売戦略を総括するブランド食材プロデューサーを民間から起用した。
ルビーロマンは、房の重さ（出荷初年度の2008年（平成20年）は一房450g以上、2年目からは一房350g以上）、一粒当たりの重さ（20g以上）、糖度（18度以上）、色などの出荷基準が定められており、規格外品は販売することができない。規格は、秀、秀G、特秀、特秀G、プレミアムの5段階で、最上級のプレミアムは一房が約700g以上、一粒当たりの重さが約30g以上とされている。「G」は秀と特秀の房のうち一粒当たりの重さがプレミアムと同じ約30g以上のものに付される。
また品質保証の取組として、出荷箱に生産地と生産者が記入されたシールが貼られるほか、房には基準に合格したことを示す認証シールが貼られ、品質検査を行ったJAの検査員名の印が押された認証タグが取り付けられることとされている。ブランドイメージを表すロゴは商標登録されている。
2008年（平成20年）に金沢市中央卸売市場で行われた初競りでは最高値が一房10万円となった。以後各年の初競りでの最高値（一房）は、2009年（平成21年）21万円、2010年（平成22年）20万円、2011年（平成23年）50万円であり、平均落札価格は2011年（平成23年）で一房6,110円と総じて高値で取引されている。また、近年は初競りにおいて高値で落札される傾向があり、北陸新幹線が金沢駅まで開業した2015年（平成27年）は100万円、2017年（平成29年）は111万円で落札された。2019年(令和元年)に120万円、2020年（令和2年）には130万円、2021年（令和3年）は140万円で落札され、2022年（令和4年）の落札価格は150万円と4年連続で最高値を更新している。
2021年8月時点では、県内のほか東京都、大阪府へと出荷されている。2021年には最高等級の一房が東京の市場において10万円で競り落とされている。それらはすべてトラックのチャーター便で輸送されているが、費用対効果の面から北陸新幹線を利用しての輸送が検討されている。
一方、出荷量は2011年で8,522房と少なく、栽培技術の向上や作付面積の拡大が求められている。また規格外品の有効活用が課題とされる。2010年からはブランドイメージを損なわない有効活用策として加工品認証制度が設けられ、2011年に洋菓子など5商品が選定されている。

## 生産地
- 石川県 - JAはくい、JA石川かほく、JA金沢市、JA小松市、JA加賀
- 韓国

## 日本国外での品種登録・栽培状況
日本国外での品種登録を行っていない。
植物の新品種の保護に関する国際条約においては、自国外における果物の品種登録は自国内での登録から一定期間（ブドウは6年）以内に行うことが定められており、ルビーロマンは2013年に申請期限を過ぎている。このため日本国外では日本の許可などを要さず合法に栽培できる。
2021年4月9日、農林水産省は改正種苗法の施行に伴い海外持ち出しを禁止とする品種を公表し、石川県の「ルビーロマン」も含まれている事が判明したが、2021年からソウル市の百貨店でルビーロマンに酷似したブドウが「ルビーロマン」として販売、韓国国内で広く流通していること判明した。これを受けて県が調査したところ、当該ブドウとルビーロマンの遺伝子が一致した。5年以上前に中国経由で韓国に流入したとされるという。そのため県は、韓国国内の種苗会社が取得していた「ルビーロマン」の登録商標を司法手続きによって無効化させるための措置を取り、無効化した。